# Кампу-Майор
Ка́мпу-Майо́р (порт. Campo Maior; МФА: [ˈkɐ̃.pu maj.ˈoɾ], Ка́нпу-Майо́р) — муніципалітет і містечко в Португалії, в окрузі Порталегре. Розташований у східній частині країни, на теренах історичної португальської провінції Алентежу. Належить до Порталегрівсько-Каштелу-Бранківської діоцезії Католицької церкви в Португалії. Права міського самоврядування має з 1260 року. Поділяється на 3 парафії. За адміністративним поділом, чинним до 1976 року, був складовою провінції Верхнє Алентежу. Площа муніципалітету — 247,20 км², населення муніципалітету — 8456 ос. (2011); густота населення — 34,21 осіб/км²
. Патрон — Діва Марія. Святковий день муніципалітету — 1-й понеділок після Пасхи. Поштовий індекс — 7370.  Код місцевої адміністративної одиниці — 1204. Складова статистичного регіону Алентежу.

## Географія
Кампу-Майор розташований на сході Португалії, на сході округу Порталегре, на португальсько-іспанському кордоні.
Кампу-Майор межує на півночі та сході з Іспанією, на південному сході — з муніципалітетом Елваш, на заході — з муніципалітетом Арроншеш.

## Історія
1260 року португальський король Афонсу III надав Кампу-Майору форал, яким визнав за поселенням статус містечка та муніципальні самоврядні права.

## Населення
| Кількість мешканців | Кількість мешканців | Кількість мешканців | Кількість мешканців | Кількість мешканців | Кількість мешканців | Кількість мешканців | Кількість мешканців | Кількість мешканців | Кількість мешканців | Кількість мешканців | Кількість мешканців | Кількість мешканців | Кількість мешканців | Кількість мешканців | Кількість мешканців |
| ------------------- | ------------------- | ------------------- | ------------------- | ------------------- | ------------------- | ------------------- | ------------------- | ------------------- | ------------------- | ------------------- | ------------------- | ------------------- | ------------------- | ------------------- | ------------------- |
| 1864                | 1878                | 1890                | 1900                | 1911                | 1920                | 1930                | 1940                | 1950                | 1960                | 1970                | 1981                | 1991                | 2001                | 2011                |                     |
| 6 017               | 5 969               | 6 672               | 6 888               | 7 604               | 7 281               | 8 234               | 9 040               | 10 064              | 9 887               | 8 060               | 8 549               | 8 535               | 8 387               | 8 456               |                     |